# Liste der Nummer-eins-Hits in Kanada (1972)
Diese Liste enthält alle Nummer-eins-Hits in Kanada im Jahr 1972. Es gab in diesem Jahr 26 Nummer-eins-Singles.
| Singles | Alben |
| --- | ----- |
| - Sly & the Family Stone – Family Affair - 3 Wochen (18. Dezember 1971 – 7. Januar 1972) - Melanie – Brand New Key - 2 Wochen (8. Januar – 21. Januar) - Don McLean – American Pie - 5 Wochen (22. Januar – 25. Februar) - Frank Mills – Love Me Love Me Love - 2 Wochen (26. Februar – 10. März) - Nilsson – Without You - 1 Woche (11. März – 17. März) - The Osmonds – Down By the Lazy River - 2 Wochen (18. März – 31. März) - Anne Murray – Cotton Jenny - 1 Woche (1. April – 7. April) - Neil Young – Heart of Gold - 1 Woche (8. April – 14. April, insgesamt 2 Wochen) - Donny Osmond – Puppy Love - 3 Wochen (15. April – 5. Mai) - America – A Horse with No Name - 1 Woche (6. Mai – 12. Mai) - Neil Young – Heart of Gold - 1 Woche (13. Mai – 19. Mai, insgesamt 2 Wochen) - Roberta Flack – The First Time Ever I Saw Your Face - 3 Wochen (20. Mai – 9. Juni) - The Pipes and Drums and Military Band of the Royal Scots Dragoon Guards – Amazing Grace - 3 Wochen (10. Juni – 30. Juni) - Gallery – Nice to be with You - 2 Wochen (1. Juli – 14. Juli) - Jimmy Castor – Troglodyte - 2 Wochen (15. Juli – 28. Juli) - Cornelius Brothers & Sister Rose – Too Late to Turn Back Now - 2 Wochen (29. Juli – 11. August) - Wayne Newton – Daddy Don't You Walk So Fast - 1 Woche (12. August – 18. August) - Gilbert O’Sullivan – Alone Again (Naturally) - 3 Wochen (19. August – 8. September) - Looking Glass – Brandy (You're a Fine Girl) - 1 Woche (9. September – 15. September) - The Hollies – Long Cool Woman in a Black Dress - 2 Wochen (16. September – 29. September) - Three Dog Night – Three Dog Night - 3 Wochen (30. September – 20. Oktober) - Chuck Berry – My Ding-a-Ling - 3 Wochen (21. Oktober – 10. November) - The Moody Blues – Nights in White Satin - 1 Woche (11. November – 17. November) - Rick Nelson – Garden Party - 1 Woche (18. November – 24. November) - Johnny Nash – My Ding-a-Ling - 2 Wochen (25. November – 8. Dezember) - Lobo – I'd Love You To Want Me - 1 Woche (9. Dezember – 15. Dezember) - Helen Reddy – I Am Woman - 3 Wochen (16. Dezember 1972 – 5. Januar 1973) |       |